# マラード電波天文台

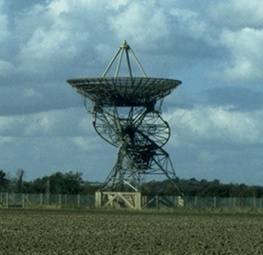
One-Mile Telescopeのアンテナの１つ

マラード電波天文台（～でんぱてんもんだい  Mullard Radio Astronomy Observatory、略 MRAO）は、イギリスケンブリッジ近郊にある電波天文台。マラード電波観測所とも。

## 概要
電波干渉法は、1940年代中頃にケンブリッジ大学キャヴェンディッシュ研究所の電波天文学グループのマーティン・ライルによって始められた。1949年にはライフル射撃場に設置されたマイケルソン干渉計による観測からケンブリッジ電波源カタログの初版 (1C)が作られた。
更なる長基線干渉法による観測を行うにはライフル射撃場では手狭だったため、1956年にグループはケンブリッジの南東約10kmのLord's Bridge駅にあった空軍の爆弾庫跡に移転した。真空管製造会社のマラード (Mullard Limited) から10万ポンドの寄付金を調達したことから、新たな観測所は Mullard Radio Astronomy Observatory と命名され、1957年7月25日にエドワード・アップルトンによって開所された。このグループは現在、キャヴェンディッシュ天体物理学グループとして知られる。

## 設備
主に開口合成技術を用いた観測装置を持つ。
| 望遠鏡                                                           | 開設年 | 運用状況 | 備考                                                             |
| ---------------------------------------------------------------- | ------ | -------- | ---------------------------------------------------------------- |
| アークミニット・マイクロケルビン・イメージャー (AMI) Large Array | 2007   | 運用中   |                                                                  |
| アークミニット・マイクロケルビン・イメージャー (AMI) Small Array | 2004   | 運用中   |                                                                  |
| Very Small Array (VSA)（1999年にテネリフェ島に移転）             | 1998   | 運用中   |                                                                  |
| Cosmic Anisotropy Telescope (CAT)                                | 1995   | 運用終了 | 宇宙マイクロ波背景放射の揺らぎの高解像度マップを初めて作成した。 |
| Cambridge Optical Aperture Synthesis Telescope (COAST)           | 1993   | 運用中   | 初の可視光域での開口合成。                                       |
| e-MERLIN array の受信機のうちの1台                               | 1990   | 運用中   |                                                                  |
| Cambridge Low Frequency Synthesis Telescope (CLFST)              | 1980   | 運用終了 |                                                                  |
| Ryle Telescope                                                   | 1971   | 運用終了 | 旧名 5-Kilometre Telescope。2006年にAMIへ転用。                  |
| Half-Mile Telescope                                              | 1968   | 運用終了 |                                                                  |
| Interplanetary Scintillation Array                               | 1967   | 運用終了 | 初めて観測されたパルサー CP 1919を発見。                         |
| One-Mile Telescope                                               | 1964   | 運用終了 |                                                                  |
| 4C Array                                                         | 1958   | 運用終了 | ケンブリッジ電波源カタログ第4版の作成に使用。                    |

### 運営機関
- ケンブリッジ大学
  - ケンブリッジ天文台
  - キャヴェンディッシュ研究所

### 関連人物
- マーティン・ライル
- フレッド・ホイル

### 関連施設
- マンチェスター大学
  - ジョドレルバンク天体物理学センター
  - ジョドレルバンク天文台（ラベル望遠鏡）